# 46e cérémonie des Grammy Awards
 (mai 2025).
La 46e cérémonie des Grammy Awards s'est déroulée le 8 février 2004 au Staples Center à Los Angeles (Californie). La cérémonie a été marquée par Beyoncé Knowles qui a gagné cinq trophées et par Outkast qui en a gagné trois dont celui de l'Album de l'année.

## Palmarès

### Catégories générales
| Prix                      | Artiste     | Titre                       |
| ------------------------- | ----------- | --------------------------- |
| Enregistrement de l'année | Coldplay    | Clocks                      |
| Album de l'année          | OutKast     | Speakerboxxx/The Love Below |
| Chanson de l'année        |             | Dance With My Father        |
| Meilleur nouvel artiste   | Evanescence | Evanescence                 |

### Pop
| Prix                                              | Artiste                    | Titre                    |
| ------------------------------------------------- | -------------------------- | ------------------------ |
| Best Female Pop Vocal Performance                 | Christina Aguilera         | Beautiful                |
| Best Male Pop Vocal Performance                   | Justin Timberlake          | Cry Me a River           |
| Best Pop Performance By A Duo Or Group With Vocal | No Doubt                   | Underneath It All        |
| Best Pop Collaboration With Vocals                | Sting et Mary J. Blige     | Whenever I Say Your Name |
| Best Pop Instrumental Performance                 | George Harrison            | Marwa Blues              |
| Best Pop Instrumental Album                       | Ry Cooder et Manuel Galbán | Mambo Sinuendo           |
| Best Pop Vocal Album                              | Justin Timberlake          | Justified                |
| Best Dance Recording                              | Kylie Minogue              | Come Into My World       |
| Best Traditional Pop Vocal Album                  | Tony Bennett et K.d. lang  | A Wonderful World        |

### Country
| Prix              | Artiste | Titre                       |
| ----------------- | ------- | --------------------------- |
| Best Country Song |         | It's Five O'Clock Somewhere |

### Classique
| Prix                           | Artiste | Titre             |
| ------------------------------ | ------- | ----------------- |
| Best Opera Recording           |         | Janácek: Jenufa   |
| Best Chamber Music Performance |         | Berg: Lyric Suite |

### Autres
| Prix                                | Artiste | Titre                                                 |
| ----------------------------------- | ------- | ----------------------------------------------------- |
| Best Album Notes                    |         | Martin Scorsese Presents The Blues: A Musical Journey |
| Best Contemporary World Music Album |         | Voz d'Amor (Cesária Évora )                           |